# マリー・ブレモン
マリー・ブレモン（Marie Brémont、1886年4月25日 - 2001年6月6日）は、2000年11月から2001年6月に死去するまで長寿世界一だった女性。死亡時点ではジャンヌ・カルマンに次いでフランス人としては史上2番目に長生きした人物であった。
フランス生まれ。最初の夫は鉄道関係の仕事をしていたが、第一次世界大戦で死去。その後、タクシー運転手と再婚したが、再婚相手は1967年に死去。103歳の時、車とぶつかり、腕を骨折した。2001年6月、115歳と42日で死去。